# Heleșteni
Heleșteni is een Roemeense gemeente in het district Iași.
Heleșteni telt 2677 inwoners.